# 영등초등학교
영등초등학교는 대한민국 전라남도 보성군 벌교읍 남하로 474 (영등리)에 있었던 공립 초등학교이다.

## 학교 연혁
- 1941년 6월 5일 벌교공립국민학교 장암간이학교 인가
- 1944년 4월 1일 영등공립국민학교 인가
- 1950년 4월 1일 영등국민학교로 개칭
- 1968년 9월 23일 장암분교장 개교
- 1984년 3월 1일 병설유치원 개원
- 1996년 3월 1일 영등초등학교 개칭
- 1998년 3월 1일 장암초등학교 통합
- 2004년 3월 1일 벌교중앙초등학교에 통합(56회 2,931명)